# Soham
Soham är en stad och civil parish i East Cambridgeshire, i Cambridgeshire i England. Folkmängden uppgick till 9 165 invånare 2011, på en yta av 2,47 km².